# Élie Hoarau
Élie Hoarau (* 8. Juli 1938 in Sainte-Suzanne, Réunion) ist ein französischer Politiker der Parti communiste réunionnais.

## Leben
Hoarau studierte Chemie. Er ist Generalsekretär der Parti communiste réunionnais in Réunion. Von 1982 bis 2001 war Hoarau Bürgermeister von Saint-Pierre. Von 1986 bis 1987, von 1988 bis 1993 und von 1997 bis 2001 saß er jeweils als Abgeordneter in der Französischen Nationalversammlung. Hoarau war von 2009 bis 4. Januar 2012 Abgeordneter im Europäischen Parlament. Er ist mit der Senatorin Gélita Hoarau verheiratet.